# Щасливка (Вознесенський район)
Щасли́вка —  село в Україні, в Доманівській селищній громаді Вознесенського району Миколаївської області. Населення становить 550 осіб. Колишній орган місцевого самоврядування — Щасливська сільська рада.

## Населення

### Мова
Розподіл населення за рідною мовою за даними перепису 2001 року:
| Мова            | Кількість | Відсоток |
| --------------- | --------- | -------- |
| українська      | 520       | 94.55%   |
| російська       | 15        | 2.73%    |
| білоруська      | 14        | 2.55%    |
| інші/не вказали | 1         | 0.17%    |
| Усього          | 550       | 100%     |